# HD 201298
HD 201298 är en ensam stjärna belägen i den mellersta delen av stjärnbilden Lilla hästen. Den har en skenbar magnitud av ca 6,14 och är mycket svagt synlig för blotta ögat där ljusföroreningar ej förekommer. Baserat på parallax enligt Gaia Data Release 2 på ca 2,6 mas, beräknas den befinna sig på ett avstånd på ca 1 260 ljusår (ca 390 parsek) från solen. Den rör sig bort från solen med en heliocentrisk radialhastighet på ca 18 km/s.

## Egenskaper
HD 201298 är en orange till röd jättestjärna av spektralklass M0 III. Den har en radie som är ca 81 solradier och har ca 1 425 gånger solens utstrålning av energi från dess fotosfär vid en effektiv temperatur av ca 3 950 K.